# Korsberga distrikt, Västergötland
Korsberga distrikt är ett distrikt i Hjo kommun och Västra Götalands län. 
Distriktet ligger väster om Hjo. 

## Tidigare administrativ tillhörighet
Distriktet inrättades 2016 och utgörs av Korsberga socken i Hjo kommun.
Området motsvarar den omfattning Korsberga församling hade vid årsskiftet 1999/2000.